# مارتن بينكس
مارتن بينكس (بالإنجليزية: Martin Binks)‏ هو لاعب كرة قدم بريطاني في مركز الدفاع، ولد في 15 سبتمبر 1953 في رومفورد في المملكة المتحدة. لعب مع كامبريدج يونايتد وكولتشستر يونايتد ونادي دارتفورد ونادي ليتون أورينت.